# 마법과고교의 열등생의 등장인물 목록

## 제1고교
관동 지방의 마법과고등학교, 소재지는 도쿄 서쪽 외곽.

### 시바 타츠야 (司波 達也 しば たつや）
개요
- 주인공. 2079년 4월 24일생, 1학년 E반 남학생 (2과생). 2학년부터는 마공과로 이적, 풍기위원회 소속. 키는 175cm → 178cm 계속 성장중, 근육질이지만 옷 입으면 말라보이는 타입. 외모는 평범 (타츠야 본인의 평가로는 중상 / 치바 에리카의 평가로는 미남)

행적과 성격
- 실기 성적은 나쁘고, 이론 성적은 최고라는 언밸런스한 결과를 남겼다. "열등생"으로 마법과고교에 입학한다. 마법기술사 중에서도 마법기구를 만들고, 조정 등을 실시하는 마법공학기술사를 지망하고있다. 현재도 상당한 고급 CAD조정 기술을 가지고있으며 미유키의 CAD는 일주일에 한번 정도 타츠야가 직접 조정하고있다.
- 9교전에서는 마법 엔지니어로 실력을 인정받아 참여, 그가 담당한 경기는 상위를 독점.
- 3년 전 오키나와 방위전의 인연으로 육군 101여단 · 독립 마장 대대에 사실상 소속되어 있으며, "전략 급 마법사 · 오오구로 류우야 특위"의 직함을 가지고있다.
- "전략 급 마법사"는 세계 각국의 정부차원에서 지정한 국가차원의 최강 마법사를 지칭한다. 이 전략 급 마법사는 전 세계를 통틀어 50여명이 존재하고, 각 나라에서 공개된 전략 급 마법사는 13명이다. 참고로 일본의 전략 급 마법사는 정부측에서 공개한 "이츠와 미오" 와 정부측에서 공개하지 않은 "오오구로 류우야(타츠야의 전략급 마법사 코드명)" 이렇게 2명이다.

가족관계
- 포 리브스 테크놀로지 (이하 F.L.T)의 중역이자 디렉터인 시바 타츠로(司波 龍郎)와 10사족(十師族) "요츠바가(四葉家)" 현 당주의 언니인 시바 미야(司波 深夜 혼전 성'요츠바(四葉)')의 아들이다.
- 10사족의 필두중 하나인 요츠바가의 장남으로 태어나 응당 차기 당주자리를 잇는 서열1위 승계자가 되어야 했으나, 선천적으로 마법연산영역이 결여되어 있었기에 6세때부터 자신을 대신해 가문을 잇게 될 가능성이 큰 여동생의 가디언이라는 일종의 사용인 신분으로 격하된다.(한마디로 가족외 취급)
- 이때문에 태어날 때부터 10년 이상을 어머니는 물론, 여동생 조차 이름으로 부를 수 없었다.(단, 아버지는 예외였던 것 같다, 작중에서 아버지를 만났을 때 아버지라 부르고 존칭을 쓰지 않았던것이 증거. 물론 이 시점에선 아버지는 재혼을 하여 사실상 요츠바와 직접적인 관련이 없어지긴 했기 때문도 있겠지만 관계를 고려해볼때 과거에도 아버지에 대한 호칭까지는 일족의 내칙이 적용되지 않았던듯)
- 사실상 여동생인 미유키와 남매로서의 유대관계를 가지고 생활한건 고작 3년 전.

능력과 장비
- 일반적인 마법사로서의 재능을 가지지 못하고 태어나, 6세 때 이모인 마야의 계획인 "인조마법사실험"에 친모인 미야가 동의 그녀의 특기인 정신구조간섭계 마법으로 "인공마법연산영역"을 직접 심는 시술을 하게 된다.
- 결과적으로 타츠야는 일반적인 마법을 사용하는 능력을 얻었으나, 강제적으로 마법연산영역을 심는 과정에서 의식영역의 "격정을 관장하는 부분"이 소실되는 부작용을 가져와 시술자인 친모와 피시술자인 아들 모두 감정의 일부(혹은 전부)가 소실되어 타츠야의 경우 여동생인 미유키에대한 "남매애"를 제외한 전부, 친모인 미야의 경우 "모성애"와 같은 부모자식간의 감정이 결여되어 버린다.

따라서, 타츠야가 유일하게 격정을 느낄 수 있는 건 여동생인 미유키에 대한 것 뿐으로 여동생이 관련된 일이라면 평소 언동에서는 생각하기 힘든 행동을 취하기도 한다.
- 그가 보통의 마법을 사용할 수 없었던 것은 타고난 선천적인 마법 연산 영역이 현대 마법으로도 최고로 난해 하다는 "분해"와 “재성”에 완전히 점유되고 있기 때문으로, 현재에도 이 두 가지 이외의 마법은 모두 "인공마법연산영역"을 사용하여 행사할 수 밖에 없다.
- 학교 교육 실기 성적이 나쁜 것은 위의 실험에서 얻은 이 "인공마법연산영역" 성능이 일반적인 마법사가 가진 마법연산영역에 비해 크게 떨어지기 때문(자체 평가로 최대 C랭크 급).

그러나, 그것을 보충하기 위한 마법 관계의 지식이 풍부하여 마법이론에 있어 학년 탑의 성적을 거둘뿐만 아니라 대항마법을 개발,행사하는 능력 역시 매우 우수. 또한 시험 성적뿐만 아니라 비상시와 실전의 순간 대응력과 전투능력은 군인으로서도 우수한 수준이다.
- 아래는 그가 갖춘 전투용 마법들.

분해(分解)
Demon Right (악마의 오른손), 그가 선천적으로 가지고 있는 두 종류의 마법중 하나인 "분해"는 현대 마법에서 최고 난이도로 보는 구조정보에 직접 간섭하는 마법으로, 범위와 간섭력이 매우 뛰어나 초점을 지정 하여 부품단위와 분자수준에서 자유롭게 행사할 수 있다.
현재 등장한 "분해" 바리에이션은 아래와 같다
- "운산무소 (미스트 디스퍼션)" : 대상 물질을 원소와 이온으로 분해시키는 마법
- "술식해산 (그램 디스퍼션)" : 기동식이나 마법식을 직접 분해 비활성화 시키는 마법
- "트라이던트" : 대상이 되는 술사의 방어 마법과 육체 강화 마법, 그리고 육체 자체를 삼연속으로 분자 레벨로 분해, 소멸시켜 버리는 마법이다. 즉, 한 마디로 상대를 완전히 무장 해제 상태로 만들고 바로 육체를 소멸시켜 버린다는 이야기. 같은 이름의 전용 CAD가 아니면 쓸 수 없는데, 타츠야 본인의 사격 실력 자체도 어마어마한 지라 원거리 사격으로 한 번에 표적을 소멸시켜 버릴 수 있다. 엘레멘탈 사이트와 병용하면 2,000미터 저격도 여유. 오히려 이쪽이 타츠야의 특기다.
- "메테리얼 버스트" : 인공위성과 특화형 CAD 서드 아이를 통해 특정 지점의 특정 물질의 에이도스 정보를 읽어 분해를 응용 질량 폭산을 유도하는 전략급 마법으로 그 위력은 수십 킬로톤에서 수십메가 킬로톤이상이다.
재성(再成)
Divine Left(신의 왼손), 분해와 더불어 선천적인 재능중 하나로, 흩어진 정보체의 이데아에 억세스, 변경이력을 읽어들여 복원지점의 정보를 복사 복원하는 능력.
대상은 물질이던 인간이던 존재하는 것이면 모두 해당되며, 대상이 인체라면 완전히 생명력이 소실된 상황이 아닌이상, 그 어떤 치명상(신체가 절단되거나 반파 혹은 목이 절단되어도)이라도 24시간 이내라면 완전한 상태로 신체를 복원 할 수 있다.
- "자가 치유 술식" : 재생의 패시브 형태. 타츠야가 치명상을 입어도 인간의 인식영역을 넘어서는 속도로 복원을 실시하기 때문에, 치명적인 물리적, 생화학적 타격을 통해 행동불능 상태가 0.1초이상 지속되는 일 역시 있을 수 없다.
하지만 상기의 마법은 그 위력과 위험성이 매우 높아 국가적으로도 전략급 혹은 기밀급에 준하기 때문에 사용상 제한을 받고있어, 일반적인 상황에서는 거의 사용하지 않음.
정령의 눈(엘리멘탈 사이트)
또한 선천적인 마법의 부산물로 에이도스에 직접 액세스하는 특수하고 정밀한 지각 능력.
거리나, 장애물에 관계없이 존재를 인식하고 '정보'그 자체인 기동식이나 마법식을 보고 즉시 분석, 분해할 수 있다.
특히 색적과 위험요소 감지에 탁월한 효과를 발휘하기 때문에 에이도스 자체를 속이는 인술류의 환영마법이 아닌이상 매복과 기습은 타츠야를 상대로는 전혀 실효를 거둘 수 없다.
위와 같은 특성을 최대한 활용하여 여동생인 미유키 주변의 위험요소를 거리에 관계없이 24시간 감시하는게 가능하다.
플래시 캐스트
인조 마법사 계획에 따른 "인공 마법 영역"을 심는 대상으로서 얻게 된 요츠바의 은닉 기술중 하나로 타츠야의 경우 선천적으로 타고난 지적능력을 바탕으로 더욱 발전시켜 거의 대부분의 마법을 기동식이나 마법식을 생략한채 사용할 수 있다.
따라서, 타츠야의 경우 CAD의 사용없이도 거의 대부분의 전투용 마법은 거의 제한없이 사용이 가능하다. 그럼에도 CAD를 사용하는 건 실체를 감추기 위한 기만술의 일종.
그람 데몰리션
마법에 대항하기 위한 마법인 대항마법의 대명사로 마법이라기 보단 그저 보유하고 있는 사이온을 무자비하게 휘둘러서 상대의 마법이 발동하기 전에 술식 그 자체를 부숴버리는 기술. 술식을 부수기 위해서는 대량의 사이온을 퍼부어야 하므로 당연히 효율이 나쁠 수 밖에 없는데, 타츠야 본인이 소지하고 있는 사이온 양이 많기도 하고 웬만해서는 지치지 않는 탓에 그럭저럭 쓸만하다. 플래쉬 캐스트를 사용할 수가 없어 일상 생활에서 극비인 분해와 재생 마법을 제외하고 제대로 쓸 수 있는 마법이 적은 타츠야가 유일하게 아무 거리낌 없이 쓸 수 있는 기술이라 구교전에서 그 무지막지한 파괴력을 마음껏 뽐내주었다.
캐스트 재밍
마법이 발동되는 걸 방해하는 사이온 노이즈를 발생시키는 무계통 마법. 이 마법의 구조를 이해하고 노이즈 자체를 없애지 않는 한, 영역 내의 그 누구도 마법을 쓸 수가 없다. 본디 캐스트 재밍은 특수한 물질을 가지고 사용하는 기술이지만 타츠야는 동시에 CAD 2개를 다루는 연습을 하다가 유사 캐스트 재밍을 발견했다.
- 어린 시절부터 인술사용의 대가 코코노에 야쿠모(九重八雲)에게 직접 체술과 인술을 사사받고 있으며, 그 실력은 체술만으로는 이미 사부와 동등한 레벨이라 평가될 정도.

이 때문에, 마법을 사용하지 않고도 사기적인 신체적 능력을 가지고있다.
- 미성년자이면서 이미 CAD 소프트웨어개발 분야에서 일선급 전문가로 FLT의 CAD 개발 제3과 함께 많은 실적을 올렸다.[3]
- 대외적으로 알려진토러스·실버라는 이명중 실버가 바로 타츠야를 지칭한다.[4]

- 주 장비는 고성능 특화형 CAD 시리즈 "실버 혼"의 튠업 모델 "트라이던트" 두 자루. 기동식 기록 저장소를 여러개 준비하여 상황에 따라 교환하고있다.
- 현재 미유키와 동거중인 자택은 그가 베일에 쌓인 천재 기공사 실버로서 벌어들인 수입으로 직접 마련한 것으로, 저택만큼 넓지는 않으나 지하에 최첨단 연구시설과 장비를 갖출만큼 일반 주택기준으론 상당히 큰편으로 보인다. 자신의 CAD는 물론 미유키의 CAD까지 집에서 CAD조정장치를 통해 조정이 가능.

### 시바 미유키 (司波 深雪 しば みゆき)
개요
- 히로인. 1학년 A반의 여학생 (1과생).
- 드문 미모의 학교 제일의 미소녀이며, 본인의 마법 실력과 함께 동급생뿐만 아니라 선배들까지 남녀 불문하고 절대적인 인기를 얻고있다.
- 언뜻 보면 재색 겸비의 완벽한 예의 범절을 익힌 아가씨이다. 알려진 단점은 극히 없으며, 있다고해도 타츠야 이외에는 거의 알지 못한다. 예외로, 그녀의 가장 큰 드러난 단점이라면 "심각한 브라콘"이라는 것, 그녀 자신은 오빠에 심취하고 있기 때문에 특별히 부끄러워하진 않는다.

행적과 성격
- 입학 시험을 최고의 성적으로 합격하여 신입생 총대표도 맡는다.
- 2학년도(5권에 등장)부터는 핫토리 교부 한조를 이어 생도회 부회장에 취임.
- 실제 성격은 심지가 강한편이나 유독 타츠야에 대해서만은 과민하게 반응하고 이때문에 마법이 폭주해 주위에 냉기를 뿌리는 일이 종종있다.

사실 이는 '요츠바가'의 규약에 따라 평소에 오빠인 타츠야의 힘을 그녀의 제어능력의 절반이상을 사용해 봉인하고 있기 때문.
가족관계
- 주인공의 여동생. 타츠야와 같은 학년이지만, 쌍둥이가 아니라 연년생 (타츠야가 4월생, 미유키가 3월생)이다.
- 10사족 "요츠바가"현 당주인 마야의 조카이며, 요츠바 가문의 차기 당주 후보이기도 하다.
- 태어날 때부터 마법적재능이 없어 일족에서 도태된 오빠와는 유대를 쌓을 기회가 전혀 없었기에 10년 이상을 단순히 피가 이어진 타인으로서 대면하기 껄끄러운 존재였으나, 11세때의 어떤 사건[5]을 계기로 오빠에대한 감정과 관계가 큰 전환점을 맞이하게 된다.
- 그녀가 '오라버니'라는 호칭을 오빠에게 사용하게 된것도 고작 3~4년 전으로, 단지 껄끄러운 사용인과의 관계에서 연민의 대상으로 연민의 대상에서 경애의 대상으로 경애의 대상에서 연심의 대상으로 급진전.
- 이를 계기로 일족들과의 관계에도 큰 변화를 맞게되어, 어머니가 오빠에대한 인체실험의 후유증으로 감정이 결여되어있다는 것을 알게되고, 이를 주도한 당주이자 이모인 마야와 대립각을 세우게 되는 결정적인 계기가 된다.

능력과 장비
- 타츠야와 마찬가지로 최고수준의 사이온량을 보유하고 있으며, 처리 능력과 용량은 타츠야를 웃돈다.
- 계통 불문 다채로운 마법을 두루 잘 다루며, 그중에서도 특히 진동감속계마법에 의해 분자운동을 감속시키는 "냉각 마법"을 특기로 광범위하게 절대 영도 근접한 냉각을 일으킬 정도로 강력하다.

하지만 이는 앞서 언급한 그녀의 제어능력의 절반을 타츠야를 봉인하는대 쓰이는데 따라 제한된 제어능력에 의한 편린으로.. 실제 미유키의 마법계통은 그녀의 어머니와 마찬가지로 "정신구조간섭계마법"이다.
한점이 아니라 공간 전체에 작용하는 마법을 자랑으로 하고 있다.
- 니플헤임 : 광역진동감속마법으로 광범위한 구역에 냉기를 뿌리는 냉각마법.
- 얼음불꽃지옥(인페르노) : 구분된 영역의 각각을 극한과 작열으로 나누는 열 엔트로피 역전 마법으로 랭크A급의 고위력의 마법.
- 코큐토스 : 상대의 정신체 자체를 진동시켜 동결시켜버리는 마법으로 위력 자체도 무시무시하지만, 더 무시무시한건 특정 점이 아닌 일정 지역 전체를 대상으로 특정 대상만 선별할 수 있다는 점이다. 이때문에 이 마법을 본 에리카가 '전술급' 마법이라 표현했으나, 실상 위력은 전략급에 더 가깝다.
단지, 당주의 명령에 따라 오빠에 대한 제어를 풀어야 사용할 수 있기에, 평소에는 사실상 봉인된 기술이며, 실제로 작중에서도 단 두 번 사용하는 모습이 등장한다.
작중, 정보체의 에이도스영역을 투사하는 능력이 있는 타츠야와의 연계를 통해, 존재가 보이지도 않는 프시온영역의 일종의 영적존재(패러사이트)까지도 소멸시키는 위력을 보여주기도 함.
- 주로 사용하는 CAD는 일반적인 휴대폰형, 소프트웨어는 타츠야가 직접 일주일에 한 번씩 정밀 조정을 하고있다.

### 1학년 E반

#### 사이조 레온하르트(西城 レオンハルト)
- 1학년 E반 남학생. 주인공의 클래스메이트이자 친구. 통칭 레오.
- 아버지가 하프 어머니가 쿼터이다. 에리카는 시종일관 티격태격하는 관계.
- 장래경찰 기동대나 산악 경비대등의 "몸을 쓰는"쪽 일을 지망. 산악부 소속
- 구교전에서는 에리카들과 함께 일반 관객으로 공연장을 찾았으나, 방해공작에 의해 경기에 참여가 불가능하게 된 정규 멤버의 대역으로 타츠야에게 선택된 형태로 모노리스 코드(신인전)에 출전하여 눈에띄는 활약을 보여주었다.
- 타츠야들이 흡혈귀(패러사이트) 소동에 말려들게한 계기를 만든 장본인[6]
- 이후 흡혈귀 소탕 작전에 적극적으로 참전, 타츠야를 도왔다.
- 사실 그의 가계는 유전자조작으로 신체를 강화한 강화인간의 후손으로, 비정상적인 신체능력은 이에대한 소산.
- 특기마법은 대상의 위치를 고정하는 융합계 "경화마법". 육탄전이 주특기. 또한 순차전개(逐次展開)라는 기술을 사용하여 지속적으로 마법을 업데이트할 수 있으므로 지구전에도 강하다. 육체의 힘만으로 마법에 필적한 위력을 낼 수 있을 정도로 경이적인 신체 능력과 운동 능력을 가진다.
- 애용하는 CAD는 일반적이지 않은 음성 입력 방식으로 프로텍터를 겸하고있다.
- 9교전에서는 타츠야가 제작한 소우츠렌이라는 무장일체형 CAD를 잠시 사용.

#### 치바 에리카(千葉 エリカ)
- 1학년 E반 여학생. 주인공의 클레스메이트이자 친구. 미키히코와는 소꿉친구.
- 학년넘버2의 미소녀라고도 불릴만큼 미모도 출중한편.
- 레오와는 성격적으로 시종일관 으르렁대는 관계이나, 실전용 검술 수련 돕기를 자청할 정도로 동료로서 깊은 신뢰를 가진 사이기도 하다. 하지만 동료이상의 감정을 가진건 아닌듯.
- 둘째 오빠의 교제상대인 풍기위원장 마리를 싫어하며 이때문에 미유키등에게 브라콘이라는 말을 듣기도 했다. 타츠야의 비밀스런 가계에 대해 가장먼저 눈치챈 인물로 보기보다 눈치가 빠르고 영리한듯.
- 타츠야에겐 초대면 때부터 호감을 가지고 있었다.
- 본래, 치바가 현당주의 본처의 자식이 아닌 첩의 딸인 관계로, 능력적으로 비도 오로치마루와 비기 산사태를 가문내에서 유일하게 사용가능한 재능임에도 부친의 사랑을 받지 못한 배경을 가지고있다. 이런 배경탓에 2명의 배다른 오빠들을 제외한 3녀(그러니깐 에리카의 호적상 언니)와의 갈등은 매우 깊어 보임.
- 에리카의 본가인, 치바가는 검술 도장으로 유명하며, 에리카 자신도 수준높은 검술(검술과 마법의 복합백병전투기술)실력을 가지고있다.
- 「검의 마법사」라는 이명을 가진 백가의주류중 하나인「치바가」의 사람이라 자기가속・자기가중의 술식등을 활용한 백병전에 능하다. 순수한 검술 솜씨로는 마리를 능가한다.
- 주로 신축성있는 경봉타입의 CAD를 사용하지만, 요코하마사변 이후 가문에 내려오는 2미터 가까운 길이의 대도 「오로치마루」의 사용과 소유를 정식으로 인정받아 중요한 전투에선 주력으로 사용하며, 이를 사용할시 가중,가속계의 비기 「산사태」를 사용할 수 있다.

#### 시바타 미츠키(柴田 美月)
- 1학년 E반 여학생. 주인공의 클레스메이트이자 친구.
- 미술부소속. 마법사의 가계는 아니지만, 그녀역시 마법공학기사를 지망하고있다.
- 외모는 치유계미소녀이며,동급생보단 상급생에 인기가 있다. 모친은 번역가.
- 영자방사광과민증(霊子放射光過敏症)이라불리는, 프시온감수성이 지나치게 예민한 이 증상완화를 위해 안경(오라 가드 코팅렌즈)을 항상 착용하고있다. 그녀가 마법학교에 지원한 이유역시 그녀의 지나친 프시온감수성을 억제하거나 제어할 수 있는 능력을 다듬기위한것. 이 능력으로인해 종종 타츠야를 놀래킬만한 통찰력을 보여주기도 한다.
- 전투 능력은 거의 없는거나 다름없고, 자신의 능력을 사용하는데 따른 부담감과 두려움 때문에, 일선에서의 활약은 거의 없었으나, 타츠야들과 함께 여러 사건을 겪으며 심적으로 큰 변화를 일으켜, 9교전 경기중 벌어진 사고의 트릭을 밝혀내는데 간접적인 도움을 주기도 했으며, 요코하마 사변과 패러사이트 소탕 에피소드에서는 좀더 적극적으로 전투에 참여하기도 했다.

#### 요시다 미키히코(吉田 幹比古)
- 1학년 E반 남학생. 2학년부터 1과생으로 이적한다. 주인공의 클래스메이트이자 친구.
- 고식마법의 명가 요시다가문의 차남으로 에리카와는 소꿉친구.
- 「정령마법(요시다가에서는「신기마법(神祇魔法)」이라 부른다)」이라 불리는 계통외 마법을 전승하는 가계의 직계로 태어나 가문대대로 전승되는 마법의 핵심인 「환기마법(喚起魔法)」은 차기당주인 형을 능가할 정도라 신동이라 불렸을정도. 하지만, 1년 전 사고로 마법력이 크게 손상되어 이를 만회하기 위해 노력하나 결국 1과생이 아닌 2과생으로 제1마법과고교에 입학하게 된다. 스스로의 현재 포지션에 상당한 불만을 가진 것으로 등장한다.
- 잃은 힘을 되찾기 위해 초조한 나날을 보내고 있었으나 체육수업을 계기로 타츠야들과 교류를 시작, 9교전을 계기로 타츠야의 도움을 받아 현재는 거의 완전히 과거의 마법적 재능을 회복한 상태.

### 1학년 A반

#### 미츠이 호노카(光井 ほのか)
- 1학년 A반 여학생. 미유키의 클레스메이트이자 그녀의 친구. 시즈쿠와는 어릴적부터 함께한 친구이자 마법사 라이벌.
- 미유키를 사이에 두고 타츠야들과 첫 충돌시 트러블을 일으킨 장본인중 하나지만, 사실 입학시험때 보여준 남다른 재능으로부터 호감을 갖게 된 타츠야가 1과생이 아닌 2과생으로 별다른 불만의 모습을 보이지 않는대 대한 반발심으로 벌린 일이였다. 트러블을 일으킨 대가로 징계될 위기를 타츠야가 구해준 계기로 다시 크게 호감을 갖게 되며, 9교전이 끝난뒤 여름휴가중 타츠야에게 고백하는 적극적인 모습을 보인다.
- 조금 특별한 단서가 붙긴했으나 현재로선 유일한 타츠야의 여자친구 포지션을 차지하고 있다(물론 타츠야는 기본적으로 연애감정 자체를 가질 수 없기 때문에 어디까지나 이건 호노카 일방).
- 마법능력은 상당한 수준으로 「미츠이(光井)」라는 이름에 걸맞은 광파진동계(光波振動系)(빛을반사하는 마법)을 특기로 한다. 1학년 전체 성적으로 미유키 다음으로 랭크될 정도.
- 9교전에선 특기인 광파진동계 마법과 타츠야의 전략으로 배틀보드 신인전에서 우승을 차지했다.

#### 키타야마 시즈쿠(北山 雫)
- 1학년 A반 여학생. 미유키의 클레스메이트이자 그녀의 친구. 호노카의 친구로 과묵 무표정일변도의 소녀지만 자기주장이 강하며 날카로운 발언을 할때가 많음.
- 부친은 일본내에서도 손에꼽히는 대부호로 대부호중에서도 일부만이 소유한다는 프라이빗 비치(개인해변)을 소유하고 있을정도의 재력가.
- 친구인 호노카가 타츠야에게 호감이 있음을 알고, 여름휴가에 시바남매를 프라이빗 비치로 초대하여 고백할 계기를 만들어주기도 하는등 평소의 무표정일변도의 모습과 달리 배려심이 깊다.
- 요코하마사변 이후 교환학생으로 3개월간 미국으로 유학을 떠나며, 그곳에서 레이몬드라는 현지 학생과 접촉 현세계에 막대한 정보권력을 쥐고있는 7성인의 실체를 파악하는 주요한 실마리를 제공해주는 계기를 마련하기도 한다.
- 마법적 재능은 모친의 유전으로 대출력의 진동가속계마법을 특기로, 「공진파괴(共振破壊)」같은 술식을 주로 사용한다. 출력쪽은 자신있으나 세세한 컨트롤은 아직 쉽지 않은모양. 9교전에서는 스피드 슈팅 신인전에서 타츠야가 고안한 「능동공중기뢰」로 우승, 아이스 필러즈 브레이크 신인전 결승에선 압도적인 실력의 미유키와 좋은 승부로 박수를 받았다.

모리사키 슌(森崎 駿)
1학년 A반 남학생. 미유키의 클레스메이트.
풍기위원회소속(교직원추천). 1과생으로서 자부심이 크며, 반대로 2과생은 위드(잡초, 낙오자)라며 업신여기는 교풍의 대표적인 지지자. 이때문에 초면부터 타츠야들과 트러블을 일으키기도 했다. 이후 9교전을 비롯한 타츠야의 입지전적인 활약에 한발 물러서는 모습을 보이며 자존심에 크게 상처를 입는 인물로 등장. 같은 풍기위원회 소속이지만 이와같은 배경으로 타츠야에겐 외면 일색으로 대응하는 모습을 보임.
하지만 1과생으로서 마법적 재능은 탁월한 편이며, 1학년 전체의 성적으로도 상당히 상위권에 랭크. 그의 퀵드로우 기술은 나름 지명도가 있다.
- 외전 마법과 고교의 소년소녀 중 우등생의 과외수업의 주인공이다.

### 그외의 동급생
아케치 에이미(明智 英美)
1학년 B반 여학생. 풀네임은 「아멜리아=에이미=아케치=골디」로、애칭이 에이미.
지금 세대에선 보기드문 쿼터로, 루비같은 붉은머리가 특징인 작은소녀. 큰 질량체를 고속으로 이동시키는 이동계통의 「포격마법(砲撃魔法)」이 특기.
골디가는 본래 고식마법을 전승하는 일족이면서, 현대마법의 발흥과 함께 잉글랜드 현대마법계의 일각을 차지하는 가계로, 가전의 신비인「마탄 타즈람(魔弾Tathlum)」이라 불리는 술식을 잇고있다. 이 마법을 쓸 수 있다는 것은 골디 본가 일원의 증거이며, 에이미는 골디가의 현당주의 백모인 조모에게 마법을 전수받았다.
외전 마법과 고교의 소년소녀 중 아멜리아·인·이상한나라의 주인공이다.
사토미 스바루(里見 スバル)
1학년 D반 여학생. 미소년으로 착각될 정도인 외모의 소녀. 언동이나 행동이 어딘지 연극적으로 보인다.
「도약」마법을 특기로하는 것 외에、「인식저해」와 같은 선천적인 스킬 때문에, 앞서 말한 멜로드라마식 언동은 일종의 반동.
토미츠카 하가네(十三束 鋼)
1학년 B반 남학생. 토미츠카가는 백가중에서도 최고의 실력을 자랑하며, 또한 국내 마법사가문중 최고의 부자라고 한다.
마법과 함께 사용하는 맨손격투술 마샬매직아트가 특기. 체구는 작으나 실력은 교내 최고인듯.
「Range Zero(레인지제로)」라 불리는 이명으로도 불리는데,이는 원거리마법을 배제하는 동시에, 제로거리에서는 비길데없는 힘을 발휘한다는 존경의 의미를 내포하고있다.
여름방학 중 테마 파크 "원더랜드"에서 아르바이트를 하고 거기서 에이미 사건에 휘말렸다.

### 생도회/풍기위원회

#### 사에구사 마유미(七草 真由美)
히로인. 3학년 A반 여학생 (1과생).
생도회장. 미유키와 같이, 제1고교 입학시 수석으로 돌파한 재녀.
솜털같은 형태의 긴머리의 미소녀. 신장은 155cm정도의 작은편이나 고교3학년으로서 평균적인 힙과 바스트 사이즈를 가지고있다. 외모와 더불어 높은수준의 마법력과 토론을 이끄는 능력으로 지지기반이 두텁다. 평소 인심좋은 아가씨처럼 행동하지만, 그녀가 인정한 일부사람들에겐 소악마스러운 본색을 드러낸다는 설정. 타츠야가 구면이 아닌가 착각을 할만큼 초대면부터 타츠야에게 비상한 관심을 보여주었다.
십사족중에서도 요츠바와 함께 정점을 이루는 「사에구사가(七草家)」의 장녀. 비록 후계자는 아니지만 가문의 장녀로서 소임은 다하는 편으로, 타츠야의 비상한 마법적 재능을 주시하며 그가 십사족의 일원이 아닐가하는 의구심을 가지고 있다. 현재는 (물론 완전히 빗나간 착각이지만) 타츠야를 "엑스트라 넘버즈(숫자외)"의 일원으로 의심하고 있는듯.
사에구사가는 못다루는 계통이 없는 역설적으로 만능의 이명을 가지지만, 그중에서도 마유미는 원격정밀사격(遠隔精密射撃魔法) 분야에선 10년 만에 한번나오는 인재라고 불릴정도로 이미 고교생 레벨이 아니다. 아음속의 드라이아이스탄을 자신으로부터 떨어진 지점에 생성,발사하는 저격마법「마탄의 사수(魔弾の射手)」를 잘 다루며, 원격시계의 지각마법「멀티스코프」를 병용함으로써 압도적인 정확도까지 갖춤으로 「엘핀 스나이퍼」라는 이명으로도 불리지만 본인은 싫어하는듯.

#### 와타나베 마리(渡辺 摩利)
3학년 여학생 (1과생)
풍기위원장. 여학생들에게 인기가 높을만한 타입으로 마유미, 카츠토와 함께 "삼거두"중 한명. 백가의 방계인 와타나베가 출신으로 집안에서도 특출난 마법적 재능을 가지고있다. 에리카의 치바가와는 검술의 수련의 인연으로 에리카와는 일종의 사매관계, 치바가의 차남 나오츠쿠(修次)와 교제중.
상당히 낯을 가리는 성격이지만 타츠야에 대해선 이례적으로 극도의 호감을 보이며(초대면부터 이름으로 부름), 풍기위원회에 끌어들인 장본인.
집단전, 개인전을 불문한 대인전투의 달인.

#### 쥬몬지 카츠토(十文字 克人)
3학년 남학생 (1과생)
동아리연회장. 신장은 185cm전후. 거구는 아니지만 교복위로도 융기한 근육이 보일정도의 근육질. 무엇보다 거기에 있는 것만으로도 엄청난 존재감을 갖는사람으로 타츠야말로는 "바위같은 사람".
십사족「쥬몬지가(十文字家)」의 차기당주. 이미 사족회의에 쥬몬지가 당주대리로 실무에 참여중이다.
쥬몬지가 사람은 타고난 공간 인식 능력을 더욱 갈고 닦는 것에 수많은 영역 방어마법을 구사함으로써 "철벽"라는 별명을 가지고 있으며 카츠토도 예외없이 뛰어난 마법력을 가지고있다. 또한 쥬몬지가의 대명사인 모든 계통 모든 종류의 장벽 마법을 끊임없이 확장하고 유지하기위한 압도적인 방어력을 자랑하는 방어 마법 "팔랑크스"를 특기로하며, 요코하마 사변시에도 의용군을 지휘하여 상처하나없이 전투를 치러냈다. 어찌보면 자신의 분해마법과는 천적관계일 수 있다며 9교전 모노리스에서 카츠토가 보여준 팔랑크스를 보며 타츠야가 언급한적이 있다.
무리라해도 일단 밀어붙이고 보는 적극적인 성격으로 의외로 천진한 면이 있다.
타츠야를 십사족의 일원이라 단정하고, 사에구사 마유미와의 교제를 직접 제안하기도 했다.

#### 이치하라 스즈네(市原 鈴音)
3학년 여학생 (1과생)
생도회회계. 항상 무표정하고 냉정 침착한 여학생. 표정을 바꾸지 않고 농담이나 폭탄 발언을 투하하는 인물이며, "린 쨩"이라고 불려도 굴하지 않고 마유미를 다룰 수 있는 몇 안 되는 인물 중 한 명. 타츠야가 시합에서 핫토리 상대로 사용한 무계통 마법의 구조를 한눈에 간파할 정도로 분석 능력이 뛰어나다. 또한, 마법의 제어 정밀도는 마유미등의 삼거두을 상회한다고 할정도.

#### 핫토리 교부쇼죠 한조(服部 刑部少丞 範蔵)
2학년 남학생 (1과생). 학적상으론 "핫토리 교부"로 등록되어 있다. 풀네임으로 불리는걸 싫어하며, 특히 이름만으로 불리는 건 역사상인물과 혼동된다는 점때문에 꺼려함.
생도회부회장. 생도회장 마유미에겐 "한조군"이라고 불리고있다. 초기 타츠야를 이과생이라고 업신여기고, 위드라는 차별적 발언(학칙상으론 불룸과 위드같은 학생들끼리 차별하는 단어는 금기로 되어있으나 어디까지나 명목상으로 거의 지켜지지 않는다)을 서슴없이 한 인물로 등장하지만, 실제론 실력을 인정한 상대를 존중할 줄아는 사람이다. 이과생을 업신여기는 듯한 언동도 엄연히 존재하는 1과생과 2과생과의 실력차이를 근거하고 있으며, 타츠야에게 패배한뒤에는 타츠야가 9교전 엔지니어로서 참여하는데 일조하기도 했다(타츠야에게 적대감을 보인건 마유미에게 놀림감처럼 다루어진 스트레스 해소하기 위한 것이라고 마리는 분석하고있음).
중거리이상의 범위형 공격마법이 특기. 1:1은 특기는 아니지만, 특별히 약하다 할만한 정도도 아니여서, 타츠야와 대전을 하기전엔 입학후 1년동안 대인전에서 져본적이 없다고 할정도. 압도적인 처리속도를 가지지못한 대신 다양한 마법을 어떤경우에도 안정적으로 처리할 수 있다. 또한, 각각의 마법 현상을 조합하여 개별의 총합보다 더 큰 효과를 얻는 "조합마법"을 특기로, 작중 「기어가는 번개의뱀(슬리더링 선더스)」가 등장.
차후 쥬몬지 카츠토에 이어 동아리연회장으로 취임.

#### 나카조 아즈사(中条 あずさ)
2학년 여학생 (1과생)
생도회서기->생도회장. 소심한 성격으로, 그녀를 "아~짱"이라고 부르는 마유미에게 늘상 부질없는 항명을 하고있다. 성격면에서 마유미들에게 늘상 수세에 놓이는 경향이 다분하나, 그럼에도 그런 그녀가 생도회임원이란것이 역설적으로 마법사로서의 실력을 가늠할 수 있게 해준다. 나중에 알려진 사실이지만, 입학당시 수석. 이때문에 마유미에 이어 차기 회장으로 유력했지만(핫토리 부회장은 이미 동아리연회장으로 낙점되어 사실상 생도회내에서 후보가 없었음), 워낙에나 유약한 심성탓에 본인이 고사를 반복 생도회전체를 난처하게 만들지만, 타츠야의 설득으로 차기회장직을 수락하게 된다.
사용에 제약이 있으나(엄밀히 말해 규제마법이라 한다) 일정 지역내의 사람을 일종의 트랜스상태로 유도하는 정동간섭계(의사·의식보다는 충동·감정을 움직이는 타입)의 계통외마법「재궁」이라는 고유스킬을 가지고있다.
최고의 디바이스오타쿠로, 자신의 전문분야에 대한 이야기를 시작하면 주변을 의식하지 못하는 일이 생길정도. 물론 본인역시 마공사를 지망하고있다. 현재 혜성처럼 나타나 업계에 지각변동을 일으키고있는 베일에쌓인 마공사 "토레스 실버"를 존경하고있으며, 그와 관련된 기기라면 그 성격에도 불구하고 물불을 가리지 않을정도(타츠야가 회장직을 설득하는 수단으로 토레스실버의 발매전의 시작품 두기를 제시했다). 9교전에서 타츠야가 보여준 마공사로서의 차원이다른 스킬을 직접보면서 그가 실버가 아닐까하고 거의 확신하고 있다.
소설 5권에서는 정식으로 마유미를 이어 제1고교의 생도회장으로 취임.
타츠미 코타로(辰巳 鋼太郎)
3학년 C반 남학생 (1과생)
풍기위원회소속. 위원회 상사인 마리를 "누님"이라고 부름. 1과 2과의 구분을 신경쓰지 않고 오로지 실력으로만 상대를 평가하는 성격.
탄탄한 체격의 소유자지만, 둔한 것 같은 외관과는 달리 3학년에서도 최고 스피드 파이터이다. 또한 단일계통의 술식에서 탁월한 간섭강도를 자랑한다.
사와키 미도리(沢木 碧)
2학년 D반 남학생 (1과생)
풍기위원회소속. 타츠미와 마찬가지로 1과 2과의 구분없이 오로지 실력으로만 상대를 평가하는 주의.
마법없이 100kg에 육박하는 악력을 가질만큼의 괴력의 소유자. 마샬 매직 아트라는 마법 근접 격투 술에선 제 1고교에서 에이스급의 실력을 가진다. 또한 이름으로 불리는 것을 싫어한다.

### 기타 다른 재학생・관계자

#### 미부 사야카(壬生 紗耶香)
2학년 E반 여학생 (2과생)
검도부소속. 제작년 중등부 검도대회 여자 전국2위. 출중한 외모때문에 1위보다 더 관심을 받아 "미소녀여검사"라든가 "검도소녀"등으로 불리며 관심을 받은 전력이 있다.
마법과고교내의 클럽활동에 있어 마법계 클럽에 비해 비마법계 클럽이 차별을 받고있다고 여기고 이에 대해 불만을 품고있던중, 그 불만을 테러단체 "블랑슈"가 이용 블랑슈의 지부리더에게 마인드컨트롤 당해 학내에 소동을 일으켰으나, 타츠야들에 의해 제압. 이후 블랑슈 지부는 시바남매의 활약으로 일망타진됐다.
한때 타츠야에 호감을 갖기도 했으나, 사건해결에 힘쓴 키리하라와 교제를 시작함.

#### 키리하라 타케아키(桐原 武明)
2학년 남학생 (1과생)
검술부소속. 제작년 중등부 검도대회 남자 전국 1위. 신입생모집주간에 데모경기에서 검도부의 사야카와 사소한 충돌을 이유로, 충동적으로 살상마법 (고주파블레이드)를 사용하다, 풍기위원으로서 순찰차 방문했던 타츠야에게 제압당했다.
2학년중 최고 실력자라 평가되고 있다. 블랑슈의 일본지부 소탕전에 참여, 사야카에대한 감정을 숨김없이 드러낸 일을 계기로 사야카와 본격적으로 교제를 시작한다.
구교전에선 쥬몬지, 핫토리와 같이 모노리스코드에 출전한다.

#### 치요다 카논(千代田 花音)
2학년 여학생 (1과생)
쾌활한 성격으로 마리와 비슷하지만 약간 다른 타입. 마리가 차기 풍기위원장으로 눈독을 들이고있으며, 가장 아끼는 후배. 이소리와는 약혼한 사이로, 이소리와 관련된 일이라면 다른사람처럼 태도가 돌변한다.
백가의주류중 하나인 치요다가의 직계. 치요다가는 "지면"이라는 개념의 고체에 강력한 진동을 주는 진동계마법 "지뢰원"을 특기로하고있으며 "지뢰원을 일으키는 사람이라는 뜻으로 "지뢰진"이라고 하는 이명으로 불리기도 한다. 그녀역시 대물 전투능력에 있어선 마리와 호각, 육상 병기가 상대라면 십사족의 실전마법사에 뒤지지 않는 실력을 가지고있다.

#### 이소리 케이(五十里 啓)
2학년 남학생 (1과생)
중성적인 외모의 미소년으로, 치요다 카논과는 약혼자 사이.
전술한 바와 같이 가녀린 외관상 "바지를 치마로 바꾸면 키가 큰 여자아이라 해도 믿겠다"라고까지 말해지고 있지만, 마법이론에서는 2학년 탑, 실기성적도 상위권인 우수한 마법사이다. 동성 친구가별로 없는 것이 고민. 타츠야를 2과생이라는 편견을 가지지 않고 대해준 몇 안 되는 1과생 선배중 한명.
각인 마법의 권위자로 알려진 백가 주류의 하나 "이소리가"의 직계. 치바가와는 교류가 있어, 에리카의 CAD에 포함된 각인형 술식은 그가 제작한 것.
츠카사 키노에(司 甲)
3학년 남학생 (2과생)
검도부부장. 조부,부모 모두에게 마법적요소를 찾긴힘드나, 実賀茂氏의 방계 혈통으로 미츠키와 같은 영자반사광과민증을 가지고있다(다만 그 성능은 미즈키에 비해 한참 떨어진다).
모친의 재혼상대가 데려온 의붓형인 츠카사 하지메(司一)에 의해 마인드컨트롤을 받았으며, 그 의형이 일본지부장으로 있는 반마법활동단체"블랑슈"의 하부조직 "에카리테"에 소속되어 있다. 모종의 목적을 위해 의형의 지시로 검도부를 포함한 학교학생들을 에카리테에 가입시키는 일을 했다. 안티나이트를 필요하지 않는 타츠야의 마법무효화능력을 보고, 블랑슈에 보고한것도 바로 그.
사건종결뒤 자퇴하고 자신이 하고싶은일(검도)을 하고있다고 알려져있지만, 구체적으로 재등장하진 않았다.

#### 오노 하루카(小野 遥)
타츠야들 클래스의 종합카운셀러. 미인이 라기보다는, 애교가 있는 얼굴의 젊은 여성.
학생시절은 정신건강을 전공하고, 의사의 자격을 보유하고있다. 사람에 대한 감정 컨트롤 방법도 뛰어나다.
정체는 공안(경찰성 공안청)의 정보원 하지만 카운셀러 자격은 진짜이고 본인도 카운셀러가 본업이라 주장하고있다.
계통외에 속하는 기색은폐의 "은형마법(隠形魔法)"에 특화한 BS 마법사로서 타츠야조차 이데아에 액세스하여 존재를 찾지 않는 한 포착 할 수 없을 정도의 훌륭한 솜씨를 가지고있다. 또한, 타츠야 같이 코코노에 야쿠모의 문하생이다.
타츠야를 감시하고 조사하기 위해 접근했으나 일찌감치 정체가 까발려져, 지금은 타츠야의 정보원으로 전락.
아스카 사토미(安宿 怜美)
제1고교의 보험의. 차분하고 평온한 미소로 남학생들에게 인기가 많은듯.
치료마법이 주특기라 전투능력은 없다고 말하지만, 실은 합기도 유단자.
츠즈라 카즈오(廿楽計夫)
제1고교 교사. 전공은 마법기하학으로 2학년을 가르치고있다. 본직은 마법대학강사로 20대초반의 나이로 부교수자리까지 오를뻔한 천재지만, 성격적인 문제로 고교교사로 좌천된 이력을 가지고 있으나 본인은 연구만 할 수 있다면 장소는 상관이 없는듯. 약간 사극톤의 말투가 특징.
타츠야가 참여한 논술공모전의 담당교사.
3H 타입 P94
로봇 연구부 소속. 제조 업체에서 모니터용으로 대출되고 있는 인간형 가사 도우미 로봇. 통칭 "픽시"는 주문 번호를 생략한 것.
"무표정인 쿨 뷰티 여고생 "처럼 보이는 외관을 가지고 있다. 타츠야보다 머리 하나 이상 작다는 묘사가 있기 때문에, 신장은 150cm 정도라고 생각된다.
육체 부분은 연성 수지. 라고해도 전체가 다 덮혀있는건 아니고, 옷을 입으면 보이지 않는 부분은 기계적인 외관이 그대로 노출되어 있다(기능성 로봇이기 때문에 세세한 부분까지 인간처럼 보이도록 만들지는 않았다고 한다).
로봇 연구부에서는 부원의 취향인지, 이른바 메이드의상 (원피스의 길이는 무릎 아래 10cm 스타킹은 흰색 로퍼는 검은색)을 입혀놓고 있다.
퇴치중인 패러사이트에 감염되는 일을 계기로 기계형 의사존재로 각성. 각성시 타츠야에게 연심을 품고있는 호노카의 감정에 동화되어 타츠야를 맹목적으로 따른다.
호노카의 사이온 에너지를 바탕으로 강력한 사이킥파동(염력)을 방출 할 수 있는걸로 확인되어, 요츠바에서 기체를 확보하려했을 정도(하지만 타츠야가 미리 손을써 수포로 돌아간듯).

### 제3고교
호쿠리쿠(北陸)지방의 마법과고교로、소재지는 이시카와현。

#### 이치죠 마사키(一条 将輝)
제3고교 1학년 남학생. "폭렬"의 이명을 가진 십사족 '이치죠'의 후계자. 9교전에서 마주친 미유키에게 한눈에 반했지만, 마지막날 파티에서야 그녀가 타츠야의 여동생이라는걸 알게된다.
3년 전 신소비에트연방(신소련)의 사도(佐渡)침공 작전에 13세의 나이로 참여 이치죠가의 현당주 이치죠 고우키(一条豪毅)와 함께 "폭렬"마법으로 큰 전과를 세웠다. 당시의 모습을 칭송하는 의미로 "크림슨 프린스"라는 이름으로 알려져있다.
이치죠가 비기의 대명사 발산계 마법 "폭렬"은 물체 내부의 액체를 강제로 기화시켜 그 체적 변화를 공격력으로 이용하는 술식으로, 순수하게 군사 목적으로 개발되고 있기 때문에 살상 순위 A.
9교전 모노리스 신인전 제3고교 대표로 참여했을땐 사실상 위력을 대폭낮춘 "폭렬"을 사용했다(대회에선 살상력A랭크의 위력을 가진 마법을 금지하고있음).

#### 키치죠우지 신쿠로(吉祥寺 真紅郎)
제3고교 1학년 남학생. "카디널 죠지"라는 이명으로 유하여 이치죠 마사키에게는 "죠지"라는 애칭으로 불리고있다.
약관 13세때 이론상의 존재인 "기본코드"중에 하나인 "가중계통 플러스코드"를 발견한 천재. 자신이 발견한 기본코드 이론을 이용, 대상의 작용점에 직접가중을 거는 가중계통마법 "인비지블 블릿(不可視の弾丸)"을 사용한다.
9교전 모노리스 신인전에서 마사키와 함께 3고교의 대표로 참여, 결승전에서 타츠야들과 대결한다.

### 십사족관계자

#### 십사족(十師族)

##### 요츠바가(四葉家)

###### 요츠바 마야(四葉 真夜)
십사족 요츠바가의 현당주. 타츠야와 미유키의 이모. 40대 초반정도의 나이지만, 외모상으론 20대라 해도 믿을만큼 나이를 가늠하기 어려운 미모를 가지고있다.
고・시바미야의 쌍둥이 여동생으로 「극동의마왕」「밤의여왕」등의 이명으로 불리는 당대 세계최강의 마법사중 한명.
당주가 되기무렵 "인조마법사실험"을 계획하고 타츠야를 피실험체로 언니인 미야의 정신구조간섭계 능력을 통해 시술을 하도록 유도했다. 「밤」이란 이름의 마법 사용자로, 타츠야와의 해후에서 잠시 그 실체를 보여주기도 했다.
타츠야의 능력의 위험도를 매우 경계하고 있으며, 내막은 아직 알 수 없으나 타츠야가 자신과 자신의 가문에 위협적인 요소라고 판단하고 심지어 보복을 두려워하고 있다. 타츠야의 배신이 두렵기 때문에 미유키를 사실상 차기당주로 내정하고있다.
전 세계의 정보권력을 쥐고있는 7성인중 하나, 대국의 정보기관에 필적하는 수준의 정보수집 능력을 최대한 활용하여, 타츠야와 주변 상황을 항시 예의주시하고 있다.

###### 아오키(青木)
십사족 요츠바가의 재무를 담당하는 서열 제4위의 집사. 미유키는 유력한 차기당주로서 존중하지만, 그녀의 오빠인 타츠야는 기타 사용인을 대하듯 하대 한다.

###### 요츠바 하야마(四葉 葉山)
십사족 요츠바가의 필두집사. 초로로 보이는 외모이나 실제나이는 70이 넘는다. 전 당주때무터 현당주 마야에 이르기까지의 당주의 최측근으로 가계의 중진으로서 존중받는 위치를 가지고있다.
요츠바가의 다른 관계자들과 달리, 타츠야를 멸시하거나 경시하지 않으며, 수많은 마법사를 봐온 경험으로 타츠야를 상당히 경계해야할 마법사로 보며 존중하고있다. 타츠야를 부를때 '도노(殿)'라는 존칭을 붙인다.

###### 시바 미야(司波 深夜)
타츠야와 미유키의 친모로, 혼전성은 요츠바. 고인.
십사족 요츠바가의 직계로, 전 세계 유일한 계통외마법 (정신구조간섭)의 사용자. 친아들인 타츠야에게 "격정을 담당하는 감정"을 대가로 "인공마법연산영역"을 심은 장본인.
그녀가 어떠한 의도로 마야의 계획에 따라 친아들에게 무리한 시술을 했는지는 정확히 밝혀져있지 않으나, 이 시술로 감정을 잃은것은 아들인 타츠야 뿐아니라 시술을 담당한 장본인인 미야역시 마찬가지였다는게 밝혀졌다. 시술후 건강이 급속도로 악화된걸로 보이며, 타츠야가 13살 그러니깐 3년 전에는 마법조차 쓸 수 없는 체력이되어 거의 대부분을 침상에서 보내거나 이동시 휠체어를 이용했다. 건강악화의 이유가 "인공마법연산영역"을 심는 시술 때문인지는 아직 불명.
동생이자 요츠바의 당주인 마야와는 죽기전까지 그다지 원만한 관계가 아니였던듯 하다.

###### 사쿠라이 호나미(桜井 穂波)
미야의 가디언. 고인.
조정체마법사 "사쿠라(桜)"시리즈의 1세대. 등장시(2092년) 30세정도. 2065년 종전된 "20년 전쟁"의 말미에 만들어진걸로 알려져있다.
2088년까지는 경시청 SP로 근무(원래 가디언으로 태어난 자들은 가디언 임무수행을 위한 수행의 일환으로 국가기관에서 일정이상 근무하며 노하우를 터득한다는 설정).
3년 전 미유키의 말에따르면 "고작 20대 전반정도로 밖에 보이지 않는다"라고 할정도로 동안이였던듯 하지만, 미야와 함께 있으면 언니뻘로 보였던거 같다.
가문에서 내친 존재인 타츠야를 사용인 이상으로 돌봐주었다. 실제로도 웃는얼굴이 귀여운 남을 돌보기 좋아하는 성격.
팔찌형태의 CAD를 소지하고있으며, 강력한 대물.내열 방어 마법의 사용자로 쥬몬지가의 절대방어마법인 "팔랑크스"에 비할 바는 아니나 단일 방어성능으론 일본내 톱클래스.
오키나와 방위전 말미, "메테리얼 버스트"를 준비하던 타츠야를 적함대의 방어 포격으로부터 지키려고, 무리하게 방어마법을 단시간에 펼치다 마법력 고갈로 수명을 다해 타츠야의 품안에서 사망. 타츠야에게 군에 투신할 각오를 다지게한 장본인.

###### 사쿠라이 미나미(桜井水波)
"사쿠라(桜)"시리즈의 2세대. 마야의 말에 따르면 "유전자상으론 호나미의 조카뻘"이라고 하며, 외관상으로도 약간 앳된 호나미로 착각할 만큼 닮아 시바남매를 경악케했다.
마야의 소개에 따르면, 잠재적 능력은 "사에구사가"의 쌍둥이에 필적하며, 향후 미유키의 가디언으로서 훈련받고 있다고한다.
6장 마지막에 마야의 음흉한 의도에 따라 시바남매의 집에 "메이드"로서 파견된다.

###### 쿠로바 아야코(黒羽 亜夜子)
타츠야의 사촌동생. 미야와 마야의 이모(타츠야에게는 할아버지의 여동생)가 할머니.
부친의 이름은 코우(貢). 모친은 고인으로 쌍둥이 동생 후미야(文弥)가 있다.
6월생으로 태어난해는 미유키와 같지만 한학년아래. 그런 이유로 3년 전(2092년) 시점에선 미유키를 "언니"라고 부르고있다.

###### 쿠로바 후미야(黒羽 文弥)
요코의 쌍둥이동생
요츠바가 차기 당주 후보 서열2위.
3년 전(2092년)에는 미유키를 "누나" 타츠야를 "형님"이라고 부르며 따르고 있었다. 웃는얼굴이 귀여운 미소년.

##### F.L.T(포 리브즈 테크놀로지) 관계자

###### 시바 타츠로(司波 龍郎)
타츠야와 미유키의 친부.
요츠바가가 정체를 숨기고 출자해 설립한 FLT의 개발본부장을 많은 중역. 죽은 아내의 지분을 이어받아 최대주주가 되었으나 실질적인 지배권은 여전히 요츠바에 있다.
젊은시절부터 마법사를 지망했으나 선천적으로 타고난 엄청난 사이온량에 비해 마법적 재능이 일천하여, 일찌감치 마법사의 길을 포기했다. 결혼전 사귀던 여자가 있었으나, 양질의 유전자를 구하던 요츠바가의 억지에 의해 생이별한 전력이 있다. 미야와의 결혼은 일종의 요츠바에 의한 정략결혼. 아내의 사후 몇개월도 채 지나지 않아 재혼했다. 미야와의 결혼생활 자체는 그다지 완만하지 않았던듯하며, 부친으로서의 책무를 다하지 못하는 점에 미유키에겐 원망받는 존재(타츠야는 애초에 원망할 감정자체가 소거되어서 아무런 감정이 없다). 더불어 아들의 무서운 재능을 두려워해 견제하는 차원에서 그 존재자체를 숨긴 주체로 타츠야말론 아버지들(아버지와 새어머니를 지칭하는듯)에게 있어 자신은 도구 이상의 가치는 없다고 잘라 말하고있다.
시하라 타츠로(椎原 辰郎)라는 가명을 사용하고있다.

###### 시바 사유리(司波 小百合)
타츠야와 미유키의 계모. 타츠로의 후처. 과거 연인이였지만, 미야와의 혼인이후에도 연인관계를 유지했었던듯.
타츠로와 같은 F.L.T연구원이였으나 현재는 관리부서로 옮겼다.
시바 남매와는 그다지 우호적인 관계가 아니며, 특히 미유키의 입장에선 존재자체가 용서가 되지 않는 인물인듯 하다.

###### 우시야마(牛山)
FLT, CAD개발 제3과 연구주임. 존재하지 않는 엔지니어인 "토러스.실버"의 한쪽으로, 대부분의 "실버 모델" 하드웨어 개발을 주도한다. 사내에서는 '미스터 실버 "라는 타츠야와 함께 '미스터 토러스"라는 별명을 가지고 있지만, 자신이 토러스라고 불리며 타츠야의 공을 같이 짊어지는데 부담을 가지고있는듯 하다.
본래 좌천지로서의 위치였던 제3과가 "실버모델"을 발표한 것으로 회사내의 입지가 높아진대 대한 이유로, 타츠야에게 나이차이를 벗어나 진심어린 존경과 충성을 다하는 인물.
장인정신이 강하고, 관리자가 되는걸 매우 싫어하여 타츠야의 강력한 권유에도 불구 제3과 과장직을 고사하고 주임에 머물러있다.
타츠야가 오너의 아들인걸 알고있으며, 이때문에 "후계자"라는 호칭을 타츠야를 부를때 사용한다. 본래 "후계자"라는 호칭은 오너의 아들로서 낙하산 인사에대한 비하적 표현이였으나 앞서 언급한 제3과의 격상에 타츠야의 공이 컷기 때문에 지금은 존경의 의미로 바뀐듯. 타츠야와 부친의 관계가 좋지 못하다는걸 알고있는거 같지만, FTL와 요츠바 사이의 관계까지 알고있는지에대한 묘사는 아직 없다.

##### 사에구사가(七草家)

###### 사에구사 코이치(七草 弘一)
사에구사가의 현 당주. 마유미의 친부.
엘리트사업가를 방불케하는 외모. 외모를 동물에 비교한다면 너구리보다는 여우, 여우보다는 늑대. 라는 비유는 마유미의 아버지에대한 평가.
또한 작중 초반부엔 이츠와 미오 또는 쥬몬지 카즈토와 마유미를 결혼시키려했으나 후에 타츠야와 마유미를 서로 결혼시키려한다.

###### 사에구사 카스미(七草 香澄)
마유미의 3살 아래 여동생. 숏컷의 보이시한 소녀.
일인칭으로 "보쿠(일본어로 주로 남자아이가 자신을 지칭할 때 쓰는 말)". 남자아이들과 어울리기 좋아하는 자유분방한 성격.
이즈미와 함께 마유미를 잘 따른다.
마법고교의 입학식 때 언니와 붙어 있는 타츠야에게 일말의 질투와 경계심을 가진다. 이에 그 후에는 타츠야와 항상 대립적인 태도를 취한다.

###### 사에구사 이즈미(七草 泉美)
카스미의 쌍둥이 여동생. 어깨까지 내려오는 스트레이트 보브컷의 소녀.
1인칭은 "와타쿠시(わたくし)". 일란성 쌍둥이지만 헤어스타일부터 성격까지 분위기가 대조적.
카스미와 마찬가지로 남자아이들에게 인기가 있는 것 같지만, 이쪽은 대부분 정중히 교제를 거절하는 쪽.

##### 이치죠가(一条家)

###### 이치죠 고우키(一条 剛毅)
십사족"이치죠가"의 현당주. 마사키의 아버지.

###### 이치죠 미도리(一条 美登里)
마사키의 어머니로、고우키의 아내. 전업주부.

###### 이치죠 아카네(一条 茜)
마사키의 여동생. 키치죠우지 신쿠로에게 마음이있지만, 오빠인 마사키에겐 다소 무뚝뚝한편. 또한

###### 리변태条질이璃이다.
마사키의 또다른 여동생. 다소 기가쎈 성격.
이츠와 미오(五輪 澪)
전 세계적으로 공표된 13명의 전략급 마법사중 한명으로 일본 정부가 대외적으로 공표한 일본내의 유일한 전략급 마법사.
선천적으로 허약한 체질이라 20살 무렵부터는 휠체어 생활을 하고있다(다리에 이상이 있어서가 아니라 체력소모를 줄이기위함).
이야기의 시작시점에서 26세이나, 나이에 걸맞지 않게 여성스러움이 부족한 미성숙한 체형을 가지고있음.
이츠와가가 십사족의 일원이된데에는 미오라는 전략급 마법사를 배출했기 때문.
사에구사가 와는 교류가 있어왔던거 같으나 동생 히로시와 마유미간의 혼담에 적극적인 미오의 태도 때문에 마유미가 대면하기 껄끄러워 하는 인물.

##### 쿠도가(九島家)

###### 쿠도 레츠(九島 烈)
십사족 쿠도가의 사람.「노사」라고도 불린다. 80대 초중반.
21세기 일본에 십사족이라는 서열을 확립한 장본인으로 20년 전 세계최강의 마법사. 현재는 일선에서는 물러나있으나 여전히 십사족의 장로로서 십사족의 내부사정에 매우 밝아, 심지어 십사족내에서도 겉으로 거의 들어나지 않아 알려진게 거의 없는 요츠바가의 내부사정도 비교적 소상히 알고있을정도.
타츠야의 이력에 대해 알고있는 몇안되는 인물중 하나로, 9교전을 계기로, 타츠야의 재능에 대해 매우 흥미를 느껴 집중적으로 관찰하기 시작한다. 아직은 타츠야의 정확한 능력을 알고있는건 아닌듯하지만, 요코하마 사변 당시 진해항을 초토화시킨 전략급 마법을 사용한 인물이 타츠야라는 사실은 알고있는듯 하다.
요츠바가의 당주인 마야와 마야의 언니인 미야의 스승이기도 하며, 그의 마법계통은 인술에 기반한 환영마법계통으로 알려져있다.

#### 백가(百家)

##### 치바가(千葉家)

###### 치바 토시카즈(千葉 寿和)
에리카의 이복 오빠로, 치바가의 장남.
에리카는 "카즈 오라버니(かずあにうえ)" "카즈 형님(和兄貴)"이라고 부르있다.
경찰성의 소속. 계급은 경부.
매사 진지하지 않은 태도를 보이지만, 실은 노력형의 달인.
근무중엔 길이 1미터에 못미치는 닌자도를 길게만든것 같은 형상의 목검 -보기에는 연습용 목검- 을 애용.

###### 치바 나오츠쿠(千葉 修次)
치바가의 차남이자 에리카의 이복오빠. "치바의 기린아"라고도 불린다. 에리카는 "츠쿠 오라버니(
"천인류검술(千刃流剣術)"면허전수 받은 검의 달인으로, 방위대학에 재학 중인 사관생도. 마리의 연인.
마리에게 슈우라고 불린다.

### 독립마장대대(独立魔装大隊)
통상구성은 다른계통의, 마법장비를 주무장으로 한 실험적인 여단인 一〇一(이찌마루이찌)여단 중에서도, 그 안에 있는 신개발 된 무장 테스트 운영을 담당 부대. 그 특성상 기밀정도가 일반 군사기밀보다 대여섯 단계 정도 높다.

###### 카자마 하루노부(風間 玄信)
육군 101여단・독립마장대대장. 직급은 소좌(소령).
코코노에야쿠모 문하의 필두로, 타츠야의 사형에 해당하는 인물. 이끄는 부대의 특수성에 의해 군내에서는 계급이상의 대우를 받고있다.
20대때 인도차이나 반도에서 베트남군으로 참전 중화연합을 상대로 혁혁한 전과를 올려 "대텐구"라는 이명을 얻으며 명성을 떨쳤으나, 국제적 정서를 가만한 일본정부의 소극적 자세로 인해 출세가도에선 다소 고전을 면치 못한 인물로, 그의 마법은 인술에 기반한 고식마법. 10사족에 대해 다소 부정적으로 보고있는듯 하다.
오키나와 방위전을 인연으로 타츠야를 독립마장대대에 끌어들인 장본인으로, 이때문에 요츠바가의 당주인 마야와는 사이가 좋지 않다. 타츠야의 배경과 내막을 비교적 자세히 알고있는 몇안되는 인물중 하나.

###### 후지바야시 쿄코(藤林 響子)
육군 101여단・독립마장대 장교로 직급은 소위.
카자마의 부관. 군내 인물중에선 가장 타츠야와 가까운 인물. 9교전 출전한 경험이 있으며, 제2고교 우승멤버이기도 하다. 또한 십사족 쿠도가의 중진으로 쿠도 레츠의 손녀.
전자,전파를 방해하는 술식에 뛰어나 "전자마녀(일렉트론 소서리스)"라는 별명을 가지고있다.

###### 사나다 시게루(真田 繁留)
육군 一〇一(이찌마루이찌)여단・독립마장대 간부로, 직급은 대위.
주로 기술관련 일을 담당.

###### 야나기 무라지(柳 連)
육군 一〇一(이찌마루이찌)여단・독립마장대 간부로, 직급은 대위.
상대의 운동벡터를 예측하고 체술과 마법의 연동을 통해 그것을 유도, 증폭, 또는 반전시키는 "회전"이 특기. 타츠야를 맞상대 할 수 있는 몇 안되는 인물 중 하나.

###### 야마나카 코우스케(山中 幸典)
육군 一〇一(이찌마루이찌)여단・독립마장대 간부로, 직급은 군위소령.
의사이자 일급 치유마법사이기도 하다.

### 그외 인물

###### 코코노에 야쿠모(九重 八雲)
타츠야와 하루카, 카자마를 사사하고있는 고명한 "인술(忍術)사용자"로 "인술(忍術)"이라는 고식마법의 전승자. 스스로를 "마법사"대신 "시노비(忍び)"라고 호칭하는 것을 좋아한다.
일단 승려의 신분이라는 외관상의 분위기가지고 있으나 어딘가 속세의 기색이 느껴지는(타츠야의 평가에 따르면 파계승), 연령 미상의 인물이다. 매일 아침 절에 다니는 타츠야에게 체술의 지도를 하고있으며, 자신의지도에 의해 순수한 신체적 능력만으론 자기가속 마법과 동등한 속도를 발휘할 정도의 체술을 체득한 타츠야조차, 아직도 이길 수 없을 정도의 실력자. 또한 "시노비"을 자칭하는만큼 정보수집력이 매우 좋다.

###### 츠카사 하지메(司 一)
반마법활동을 하는 정치결사 "블랑슈"의 일본지부의 리더를 맡고있는 남성. 아버지의 재혼상대가 데려온 츠카사 키노에(司甲)는 의붓동생.
고전적인 행동과 언동이 카리스마를 발하고 있지만, 다르게 보자면 소인배. 광파진동계의 세뇌용마법 "사안（이빌・아이）"으로 사야카를 세뇌하고 이용한 장본인.
타츠야들에 의해 조직이 괴멸되고, 본인역시 키리하라에게 중상을 입고 경찰에 연행됐다.

###### 키타야마 우시오(北山 潮)
시즈쿠의 아버지로, 대부호인 키타야마가의 당주."북방의 조수"라는 닉네임을 사용하고있다.